# Under a Billion Suns
Under a Billion Suns è il settimo album dei Mudhoney, pubblicato nel marzo del 2006.

## Tracce
1. Where Is the Future – 5:38
2. It Is Us – 3:27
3. I Saw the Light – 2:22
4. Endless Yesterday – 4:02
5. Empty Shells – 2:37
6. Hard-On for War – 3:58
7. A Brief Celebration of Indifference – 2:06
8. Let's Drop In – 4:40
9. On the Move – 4:49
10. In Search Of... – 5:05
11. Blindspots – 5:37

## Formazione
- Mark Arm - voce, chitarra
- Steve Turner - chitarra
- Guy Maddison - basso
- Dan Peters - batteria